# Llista de topònims de Collbató
Llista de topònims (noms propis de lloc) del municipi de Collbató, al Baix Llobregat
Informació actualitzada per un bot. Els canvis manuals es perdran quan s'actualitzi!

## avenc
| imatge | Nom                                           | Ubicat a | instància de | Detalls | coordenades                                                                                             | Protecció | Commons (més fotos) | Dades a WD                    |
| ------ | --------------------------------------------- | -------- | ------------ | ------- | --- | --------- | ------------------- | ----------------------------- |
|        | Avenc Ventós o de la Perla                    | Collbató | avenc        |         | 41° 34′ 26″ N, 1° 49′ 59″ E / 41.57376°N,1.83306°E ca:Serrat de les Garrigoses (muntanya de Montserrat) |           |                     | Modifica les dades a Wikidata |
|        | Pou de la Sajolida                            | Collbató | avenc        |         | 41° 35′ 42″ N, 1° 48′ 54″ E / 41.5949904039011°N,1.81509085497299°E                                     |           |                     | Modifica les dades a Wikidata |
|        | avenc de la Costa Dreta                       | Collbató | avenc        |         | 41° 34′ 54″ N, 1° 49′ 23″ E / 41.581535380972°N,1.82313437529067°E                                      |           |                     | Modifica les dades a Wikidata |
|        | avenc de les coves del Salnitre o de la Balma | Collbató | avenc        |         | 41° 34′ 25″ N, 1° 50′ 06″ E / 41.57357°N,1.83489°E ca:Camí de les Feixades (muntanya de Montserrat)     |           |                     | Modifica les dades a Wikidata |
|        | avencs del Torrent Fondo                      | Collbató | avenc        |         | 41° 34′ 31″ N, 1° 50′ 21″ E / 41.5752300659222°N,1.83904624138683°E                                     |           |                     | Modifica les dades a Wikidata |

## barraca de vinya
| imatge | Nom                                 | Ubicat a | instància de     | Detalls | coordenades                                                      | Protecció | Commons (més fotos) | Dades a WD                    |
| ------ | ----------------------------------- | -------- | ---------------- | ------- | ---------------------------------------------------------------- | --------- | ------------------- | ----------------------------- |
|        | barraca de Volta i Cau de Cal Gaies | Collbató | barraca de vinya |         | 41° 33′ 38″ N, 1° 50′ 13″ E / 41.56059°N,1.83697°E ca:Els Closos |           |                     | Modifica les dades a Wikidata |
|        | barraca de cau de les Feixades      | Collbató | barraca de vinya |         | 41° 34′ 29″ N, 1° 51′ 01″ E / 41.57477°N,1.85019°E               |           |                     | Modifica les dades a Wikidata |

## bassa
| imatge | Nom                   | Ubicat a | instància de | Detalls                     | coordenades                                                                                              | Protecció                   | Commons (més fotos) | Dades a WD                    |
| ------ | --------------------- | -------- | ------------ | --------------------------- | --- | --------------------------- | ------------------- | ----------------------------- |
|        | Bassa de Can Bros     | Collbató | bassa        | Estil: arquitectura popular | 41° 34′ 05″ N, 1° 49′ 48″ E / 41.568103°N,1.829947°E ca:Carrer Amadeu Vives, davant de l'arc de cal Bros | bé cultural d'interès local |                     | Modifica les dades a Wikidata |
|        | Bassa de Joan Romanyà | Collbató | bassa        |                             | 41° 34′ 22″ N, 1° 49′ 41″ E / 41.57269°N,1.82804°E ca:Torrent de la Codolosa (muntanya de Montserrat)    |                             |                     | Modifica les dades a Wikidata |

## casa
| imatge | Nom                           | Ubicat a | instància de | Detalls                                               | coordenades                                                                                       | Protecció                                  | Commons (més fotos)                   | Dades a WD                    |
| ------ | ----------------------------- | -------- | ------------ | ----------------------------------------------------- | ------------------------------------------------------------------------------------------------- | ------------------------------------------ | ------------------------------------- | ----------------------------- |
|        | Ca l'Arpada                   | Collbató | casa         | Estil: arquitectura popular                           | 41° 34′ 13″ N, 1° 49′ 46″ E / 41.570412°N,1.829449°E ca:Salut, 19                                 | bé integrant del patrimoni cultural català | Ca l'Arpada (Collbató)                | Modifica les dades a Wikidata |
|        | Cal Bonaparte                 | Collbató | casa         | Estil: arquitectura eclèctica                         | 41° 33′ 56″ N, 1° 49′ 50″ E / 41.56567°N,1.83053°E ca:Carrer Nou, 15                              |                                            |                                       | Modifica les dades a Wikidata |
|        | Cal Borrega                   | Collbató | casa         | Estil: arquitectura popular                           | 41° 34′ 13″ N, 1° 49′ 47″ E / 41.570253°N,1.82968°E ca:Castell, 14                                | bé integrant del patrimoni cultural català | Cal Borrega (Collbató)                | Modifica les dades a Wikidata |
|        | Cal Misser                    | Collbató | casa         |                                                       | 41° 34′ 12″ N, 1° 49′ 44″ E / 41.56997°N,1.82883°E ca:Amadeu Vives, 9                             |                                            |                                       | Modifica les dades a Wikidata |
|        | Cal Ponset                    | Collbató | casa         |                                                       | 41° 34′ 12″ N, 1° 49′ 43″ E / 41.57004°N,1.82864°E ca:Amadeu Vives, 7                             |                                            |                                       | Modifica les dades a Wikidata |
|        | Cal Trago                     | Collbató | casa         | Estil: arquitectura gòtica                            | 41° 34′ 07″ N, 1° 49′ 47″ E / 41.568506°N,1.829784°E ca:Carrer Amadeu Vives, 37                   | bé cultural d'interès local                | Cal Trago (Collbató)                  | Modifica les dades a Wikidata |
|        | Cal Vicentó                   | Collbató | casa         |                                                       | 41° 34′ 13″ N, 1° 49′ 44″ E / 41.57033°N,1.82878°E ca:Carrer de Dalt, 3                           |                                            |                                       | Modifica les dades a Wikidata |
|        | Can Castelló                  | Collbató | casa         | Estil: arquitectura popular                           | 41° 34′ 14″ N, 1° 49′ 39″ E / 41.570529°N,1.827612°E ca:Pau Bertran, 4                            | bé cultural d'interès local                | Can Castelló (Collbató)               | Modifica les dades a Wikidata |
|        | Can Rogent                    | Collbató | casa         | Arquitecte: Elies Rogent i Amat Estil: neoclassicisme | 41° 34′ 12″ N, 1° 49′ 44″ E / 41.5699°N,1.82898°E ca:Amadeu Vives, 11                             | bé cultural d'interès local                |                                       | Modifica les dades a Wikidata |
|        | Can Vaquerisses               | Collbató | casa         | Estil: arquitectura gòtica                            | 41° 34′ 13″ N, 1° 49′ 41″ E / 41.5704°N,1.82816°E ca:Plaça de l'Església, 5                       | bé cultural d'interès local                | Can Vaquerisses (Collbató)            | Modifica les dades a Wikidata |
|        | Dovella de Ca la Tomasa       | Collbató | casa         | Estil: arquitectura popular 1790                      | 41° 34′ 10″ N, 1° 49′ 45″ E / 41.569473°N,1.829238°E ca:Amadeu Vives, 32                          | bé integrant del patrimoni cultural català | Dovella de Ca la Tomasa (Collbató)    | Modifica les dades a Wikidata |
|        | cal Balart                    | Collbató | casa         | Estil: arquitectura popular                           | 41° 34′ 11″ N, 1° 49′ 45″ E / 41.56969°N,1.829282°E ca:C. Amadeu Vives, 13                        | bé cultural d'interès local                | Cal Balart (Collbató)                 | Modifica les dades a Wikidata |
|        | cal Galvany                   | Collbató | casa         | Estil: arquitectura eclèctica 19th century            | 41° 34′ 14″ N, 1° 49′ 35″ E / 41.570472°N,1.826498°E ca:C. Muntanya - c. Pau Bertran, 27 391 msnm | bé integrant del patrimoni cultural català | Cal Galvany (Collbató)                | Modifica les dades a Wikidata |
|        | cal Pepa                      | Collbató | casa         | Estil: arquitectura popular 1854                      | 41° 34′ 02″ N, 1° 49′ 47″ E / 41.567172°N,1.829712°E ca:C. Amadeu Vives, 43 - Bonavista 365 msnm  | bé cultural d'interès local                | Cal Pepa (Collbató)                   | Modifica les dades a Wikidata |
|        | casa al carrer del Castell    | Collbató | casa         | Estil: arquitectura popular                           | 41° 34′ 12″ N, 1° 49′ 46″ E / 41.570043°N,1.829408°E ca:Castell, 10                               | bé integrant del patrimoni cultural català | Casa al carrer del Castell (Collbató) | Modifica les dades a Wikidata |
|        | casa del carrer Montserrat, 3 | Collbató | casa         | Estil: arquitectura modernista 1915                   | 41° 33′ 41″ N, 1° 48′ 55″ E / 41.561508°N,1.815193°E ca:Carrer Montserrat, 3                      |                                            |                                       | Modifica les dades a Wikidata |

## cova
| imatge | Nom                          | Ubicat a | instància de | Detalls                     | coordenades | Protecció                   | Commons (més fotos) | Dades a WD                    |
| ------ | ---------------------------- | -------- | ------------ | --------------------------- | --- | --------------------------- | ------------------- | ----------------------------- |
|        | Cova Freda                   | Collbató | cova         |                             | 41° 34′ 25″ N, 1° 49′ 57″ E / 41.57371°N,1.83245°E ca:Serrat de les Garrigoses (muntanya de Montserrat)                      |                             |                     | Modifica les dades a Wikidata |
|        | Cova Gran                    | Collbató | cova         |                             | 41° 34′ 30″ N, 1° 49′ 51″ E / 41.5749580658633°N,1.83087056955955°E                                                          |                             |                     | Modifica les dades a Wikidata |
|        | Cova gran de la Cabrafiguera | Collbató | cova         |                             | 41° 34′ 25″ N, 1° 50′ 08″ E / 41.57355°N,1.83543°E ca:Camí de les Feixades (muntanya de Montserrat)                          |                             |                     | Modifica les dades a Wikidata |
|        | cova de la Bellasona         | Collbató | cova         | Estil: arquitectura popular | 41° 34′ 37″ N, 1° 50′ 58″ E / 41.576948142611°N,1.84957133862964°E ca:Clot d'en Casanelles (muntanya de Montserrat)          |                             |                     | Modifica les dades a Wikidata |
|        | cova de les Arnes            | Collbató | cova         |                             | 41° 34′ 28″ N, 1° 49′ 37″ E / 41.5744054199827°N,1.82701820254222°E ca:Serrat de la Codolosa (muntanya de Montserrat)        |                             |                     | Modifica les dades a Wikidata |
|        | cova de les Guineus          | Collbató | cova         |                             | 41° 35′ 10″ N, 1° 50′ 46″ E / 41.5860568741945°N,1.84623043829796°E                                                          |                             |                     | Modifica les dades a Wikidata |
|        | cova del Duc                 | Collbató | cova         |                             | 41° 34′ 23″ N, 1° 50′ 27″ E / 41.5729789550799°N,1.84089773421126°E                                                          |                             |                     | Modifica les dades a Wikidata |
|        | cova del Penitent            | Collbató | cova         |                             | 41° 35′ 06″ N, 1° 49′ 33″ E / 41.584905091462°N,1.82588042408366°E                                                           |                             |                     | Modifica les dades a Wikidata |
|        | coves de la Cabrafiguera     | Collbató | cova         |                             | 41° 34′ 23″ N, 1° 50′ 14″ E / 41.5731308924731°N,1.83721267698803°E                                                          |                             |                     | Modifica les dades a Wikidata |
|        | coves del Salnitre           | Collbató | cova tomba   |                             | 41° 34′ 25″ N, 1° 50′ 05″ E / 41.5736°N,1.83467°E ca:Serrat de les Garrigoses (muntanya de Montserrat)                       | bé cultural d'interès local | Coves del Salnitre  | Modifica les dades a Wikidata |
|        | la cova Gran                 | Collbató | cova         |                             | 41° 34′ 25″ N, 1° 49′ 54″ E / 41.57375°N,1.83165°E ca:Torrent de la Font Seca-serrat de la Codolosa (muntanya de Montserrat) |                             |                     | Modifica les dades a Wikidata |

## creu de terme
| imatge | Nom                             | Ubicat a | instància de  | Detalls                          | coordenades                                                                          | Protecció                                  | Commons (més fotos)               | Dades a WD                    |
| ------ | ------------------------------- | -------- | ------------- | -------------------------------- | ------------------------------------------------------------------------------------ | ------------------------------------------ | --------------------------------- | ----------------------------- |
|        | creu de Sant Miquel             | Collbató | creu de terme |                                  | 41° 35′ 21″ N, 1° 50′ 34″ E / 41.589033264986334°N,1.8429118236129527°E              |                                            | Cross of St. Michael (Montserrat) | Modifica les dades a Wikidata |
|        | creu de l'ermita de Sant Miquel | Collbató | creu de terme |                                  | 41° 35′ 12″ N, 1° 50′ 29″ E / 41.5867311418694°N,1.841405779766476°E                 |                                            | Creu de l'ermita de Sant Miquel   | Modifica les dades a Wikidata |
|        | creu de terme de Collbató       | Collbató | creu de terme | Estil: arquitectura popular 1959 | 41° 33′ 57″ N, 1° 49′ 35″ E / 41.565833°N,1.82639°E ca:Av. de la Fumada, 14 351 msnm | bé integrant del patrimoni cultural català | Creu de terme (Collbató)          | Modifica les dades a Wikidata |

## edifici
| imatge | Nom                                         | Ubicat a | instància de | Detalls                                                    | coordenades | Protecció                                  | Commons (més fotos)                                        | Dades a WD                    |
| ------ | ------------------------------------------- | -------- | ------------ | ---------------------------------------------------------- | --- | ------------------------------------------ | ---------------------------------------------------------- | ----------------------------- |
|        | Ajuntament Vell de Collbató                 | Collbató | edifici      | Estil: arquitectura popular 1888                           | 41° 34′ 14″ N, 1° 49′ 36″ E / 41.570483°N,1.826701°E ca:Pau Bertran, 25                                         | bé cultural d'interès local                | Ajuntament Vell (Collbató)                                 | Modifica les dades a Wikidata |
|        | Annexos de Can Misser                       | Collbató | edifici      | Estil: arquitectura popular                                | 41° 34′ 12″ N, 1° 49′ 40″ E / 41.570098°N,1.827764°E                                                            | bé cultural d'interès local                | Annexos de Can Misser                                      | Modifica les dades a Wikidata |
|        | Antigues ermites de Sant Joan i Sant Onofre | Collbató | edifici      | Estil: arquitectura gòtica                                 | 41° 35′ 14″ N, 1° 49′ 38″ E / 41.5872°N,1.82733°E                                                               | bé integrant del patrimoni cultural català |                                                            | Modifica les dades a Wikidata |
|        | Barraca Riera Can Dalmases                  | Collbató | edifici      | Estil: arquitectura popular                                | | bé integrant del patrimoni cultural català |                                                            | Modifica les dades a Wikidata |
|        | Cal Bros                                    | Collbató | edifici      | Estil: arquitectura popular                                | 41° 34′ 06″ N, 1° 49′ 47″ E / 41.56847°N,1.82962°E ca:Carrer Amadeu Vives, 50                                   | bé integrant del patrimoni cultural català | Cal Bros                                                   | Modifica les dades a Wikidata |
|        | Via Crucis, 5a a 11a estació                | Collbató | edifici      | 20th century                                               | 41° 35′ 30″ N, 1° 50′ 10″ E / 41.591528°N,1.836003°E ca:A sobre el camí de Sant Miquel (muntanya de Montserrat) | bé integrant del patrimoni cultural català | Stations of the Cross in Montserrat - 5th to 11th stations | Modifica les dades a Wikidata |
|        | antic Casino de Collbató                    | Collbató | edifici      | Estil: arquitectura popular 19th century                   | 41° 34′ 11″ N, 1° 49′ 40″ E / 41.569622°N,1.827868°E ca:C. Colom, 1 380 msnm                                    | bé cultural d'interès local                | Antic Casino - El Casinet (Collbató)                       | Modifica les dades a Wikidata |
|        | el Sindicat                                 | Collbató | edifici      | Estil: arquitectura eclèctica Estat: enderrocat o destruït | | bé integrant del patrimoni cultural català |                                                            | Modifica les dades a Wikidata |
|        | l'Escorxador                                | Collbató | edifici      | Estil: arquitectura eclèctica 1912                         | 41° 34′ 08″ N, 1° 49′ 36″ E / 41.56881°N,1.826532°E ca:Carrer Muntanya, 34                                      | bé integrant del patrimoni cultural català | L'Escorxador (Collbató)                                    | Modifica les dades a Wikidata |
|        | l'Hostal Vell                               | Collbató | edifici      | Estil: arquitectura popular 18th century                   | 41° 33′ 58″ N, 1° 49′ 47″ E / 41.566138°N,1.829838°E ca:C. Nou, 4 357 msnm                                      | bé integrant del patrimoni cultural català | L'Hostal Vell (Collbató)                                   | Modifica les dades a Wikidata |

## element arquitectònic
| imatge | Nom                           | Ubicat a | instància de          | Detalls      | coordenades                                                                                 | Protecció | Commons (més fotos) | Dades a WD                    |
| ------ | ----------------------------- | -------- | --------------------- | ------------ | ------------------------------------------------------------------------------------------- | --------- | ------------------- | ----------------------------- |
|        | Banc de pedra de cal Vidrier  | Collbató | element arquitectònic | 19th century | 41° 34′ 21″ N, 1° 49′ 37″ E / 41.57258°N,1.82682°E ca:Serrat de la Codolosa                 |           |                     | Modifica les dades a Wikidata |
|        | Brocal del Pou de Can Llates  | Collbató | element arquitectònic |              | 41° 33′ 39″ N, 1° 49′ 50″ E / 41.56075°N,1.83061°E ca:Al costat de la rotonda de can Llates |           |                     | Modifica les dades a Wikidata |
|        | Escales del cup de cal Sastre | Collbató | element arquitectònic |              | 41° 34′ 13″ N, 1° 49′ 42″ E / 41.57031°N,1.82844°E ca:Plaça de l'Església                   |           |                     | Modifica les dades a Wikidata |
|        | Recs de la Codolosa           | Collbató | element arquitectònic |              | 41° 34′ 25″ N, 1° 49′ 37″ E / 41.57363°N,1.827°E ca:La Codolosa (muntanya de Montserrat)    |           |                     | Modifica les dades a Wikidata |

## entitat singular de població
| imatge | Nom                            | Ubicat a | instància de                                                                   | Detalls  | coordenades                                                                | Protecció | Commons (més fotos) | Dades a WD                    |
| ------ | ------------------------------ | -------- | ------------------------------------------------------------------------------ | -------- | -------------------------------------------------------------------------- | --------- | ------------------- | ----------------------------- |
|        | Can Dalmases                   | Collbató | entitat singular de població                                                   | 1259 hab | 41° 34′ 01″ N, 1° 47′ 37″ E / 41.56694256027°N,1.7935319750402°E 365 msnm  |           |                     | Modifica les dades a Wikidata |
|        | Collbató                       | Collbató | entitat singular de població capital municipal ens local històric de Catalunya | 1053 hab | 41° 34′ 12″ N, 1° 49′ 38″ E / 41.57°N,1.8272222222222°E 372 msnm           |           |                     | Modifica les dades a Wikidata |
|        | Pla de Can Migrat              | Collbató | entitat singular de població                                                   | 260 hab  | 41° 33′ 49″ N, 1° 48′ 42″ E / 41.56360205°N,1.81165824°E 362 msnm          |           |                     | Modifica les dades a Wikidata |
|        | Pla del Castell                | Collbató | entitat singular de població                                                   | 1433 hab | 41° 34′ 05″ N, 1° 49′ 12″ E / 41.568116905975°N,1.8198959000904°E 354 msnm |           |                     | Modifica les dades a Wikidata |
|        | Polígon industrial de Collbató | Collbató | entitat singular de població polígon industrial                                | 0 hab    | 41° 33′ 40″ N, 1° 49′ 40″ E / 41.56115584°N,1.82782098°E 318 msnm          |           |                     | Modifica les dades a Wikidata |
|        | el Pujolet                     | Collbató | entitat singular de població                                                   | 120 hab  | 41° 34′ 22″ N, 1° 49′ 29″ E / 41.572668719811°N,1.8246107994969°E 416 msnm |           |                     | Modifica les dades a Wikidata |
|        | els Clots                      | Collbató | entitat singular de població                                                   | 209 hab  | 41° 34′ 05″ N, 1° 49′ 26″ E / 41.56793472°N,1.82395635°E 364 msnm          |           |                     | Modifica les dades a Wikidata |
|        | la Font del Còdol              | Collbató | entitat singular de població                                                   | 227 hab  | 41° 33′ 36″ N, 1° 48′ 46″ E / 41.559938032219°N,1.8128495124358°E 334 msnm |           |                     | Modifica les dades a Wikidata |
|        | la Fumada                      | Collbató | entitat singular de població                                                   | 79 hab   | 41° 33′ 49″ N, 1° 49′ 25″ E / 41.563651095892°N,1.8235749855273°E 334 msnm |           |                     | Modifica les dades a Wikidata |
|        | les Illes                      | Collbató | entitat singular de població                                                   | 207 hab  | 41° 33′ 41″ N, 1° 49′ 20″ E / 41.56127766°N,1.82211033°E 279 msnm          |           |                     | Modifica les dades a Wikidata |

## església
| imatge | Nom                      | Ubicat a | instància de    | Detalls                                        | coordenades | Protecció                                  | Commons (més fotos)                | Dades a WD                    |
| ------ | ------------------------ | -------- | --------------- | ---------------------------------------------- | --- | ------------------------------------------ | ---------------------------------- | ----------------------------- |
|        | Ermita de Sant Jaume     | Collbató | església ermita |                                                | 41° 35′ 19″ N, 1° 49′ 45″ E / 41.588621221558°N,1.82904040313992°E                                                        |                                            |                                    | Modifica les dades a Wikidata |
|        | Ermita de Sant Joan      | Collbató | església        |                                                | 41° 35′ 13″ N, 1° 49′ 40″ E / 41.58698°N,1.82778°E 1028 msnm                                                              |                                            | Ermita de Sant Joan (Montserrat)   | Modifica les dades a Wikidata |
|        | Ermita de Sant Onofre    | Collbató | església ermita |                                                | 41° 35′ 14″ N, 1° 49′ 38″ E / 41.587297222222°N,1.827325°E Montserrat 1045 msnm                                           |                                            | Ermita de Sant Onofre (Montserrat) | Modifica les dades a Wikidata |
|        | Sant Corneli de Collbató | Collbató | església        | Estil: barroc                                  | 41° 34′ 13″ N, 1° 49′ 41″ E / 41.5702°N,1.82798°E ca:Plaça de l'Església, 2                                               | bé cultural d'interès local                | Sant Corneli de Collbató           | Modifica les dades a Wikidata |
|        | Santa Caterina           | Collbató | església ermita |                                                | 41° 35′ 10″ N, 1° 49′ 35″ E / 41.5861072224206°N,1.82629053432036°E ca:Torrent de Santa Caterina (muntanya de Montserrat) |                                            |                                    | Modifica les dades a Wikidata |
|        | Santa Cova de Montserrat | Collbató | església        | Estil: historicisme arquitectònic 1850s        | 41° 35′ 18″ N, 1° 50′ 39″ E / 41.588226°N,1.844109°E ca:Santa Cova (muntanya de Montserrat)                               | bé integrant del patrimoni cultural català | Santa Cova de Montserrat           | Modifica les dades a Wikidata |
|        | Santa Magdalena          | Collbató | església ermita |                                                | 41° 35′ 20″ N, 1° 49′ 39″ E / 41.5889115117674°N,1.82747548048052°E                                                       |                                            |                                    | Modifica les dades a Wikidata |
|        | capella de Sant Miquel   | Collbató | església ermita | 1870                                           | 41° 35′ 13″ N, 1° 50′ 30″ E / 41.5869285090165°N,1.8415480262605°E ca:Sant Miquel (muntanya de Montserrat) 823 msnm       |                                            | Ermita de Sant Miquel (Montserrat) | Modifica les dades a Wikidata |
|        | la Salut de Collbató     | Collbató | església        | Estil: historicisme arquitectònic 19th century | 41° 34′ 19″ N, 1° 49′ 44″ E / 41.572045°N,1.82876°E ca:Al nord del nucli urbà 397 msnm                                    | bé integrant del patrimoni cultural català | Ermita de la Salut de Collbató     | Modifica les dades a Wikidata |

## font
| imatge | Nom                 | Ubicat a | instància de | Detalls | coordenades                                                                                 | Protecció | Commons (més fotos) | Dades a WD                    |
| ------ | ------------------- | -------- | ------------ | ------- | ------------------------------------------------------------------------------------------- | --------- | ------------------- | ----------------------------- |
|        | font de la Guineu   | Collbató | font         |         | 41° 34′ 38″ N, 1° 50′ 55″ E / 41.57732°N,1.84861°E                                          |           |                     | Modifica les dades a Wikidata |
|        | la Mentirosa Gran   | Collbató | font         |         | 41° 34′ 21″ N, 1° 50′ 25″ E / 41.57251°N,1.84038°E ca:Les Solelles (muntanya de Montserrat) |           |                     | Modifica les dades a Wikidata |
|        | la Mentirosa Petita | Collbató | font         |         | 41° 34′ 21″ N, 1° 50′ 25″ E / 41.57238°N,1.84016°E ca:Les Solelles (muntanya de Montserrat) |           |                     | Modifica les dades a Wikidata |

## forn de calç
| imatge | Nom                               | Ubicat a | instància de | Detalls                                  | coordenades                                                                                           | Protecció                                  | Commons (més fotos)        | Dades a WD                    |
| ------ | --------------------------------- | -------- | ------------ | ---------------------------------------- | --- | ------------------------------------------ | -------------------------- | ----------------------------- |
|        | Forn de calç de Cal Rogent        | Collbató | forn de calç | Estil: arquitectura popular 20th century | 41° 34′ 07″ N, 1° 49′ 55″ E / 41.568572°N,1.831809°E ca:Al km 1 de la B-112 (serra del Rogent)        | bé integrant del patrimoni cultural català | Forn de calç de Cal Rogent | Modifica les dades a Wikidata |
|        | Forn de calç del pla dels Soldats | Collbató | forn de calç | Estil: arquitectura popular 20th century | 41° 35′ 03″ N, 1° 50′ 30″ E / 41.58419°N,1.84154°E ca:Al camí de Sant Miquel (muntanya de Montserrat) | bé integrant del patrimoni cultural català |                            | Modifica les dades a Wikidata |

## masia
| imatge | Nom                       | Ubicat a         | instància de | Detalls                     | coordenades                                                                                                  | Protecció                                  | Commons (més fotos) | Dades a WD                    |
| ------ | ------------------------- | ---------------- | ------------ | --------------------------- | --- | ------------------------------------------ | ------------------- | ----------------------------- |
|        | Cal Joan Mestres          | Collbató         | masia        |                             | 41° 33′ 48″ N, 1° 49′ 47″ E / 41.5633711587901°N,1.82961635960215°E                                          |                                            |                     | Modifica les dades a Wikidata |
|        | Cal Pigó                  | Collbató         | masia        |                             | 41° 33′ 47″ N, 1° 49′ 48″ E / 41.5630057177107°N,1.82999472891074°E                                          |                                            |                     | Modifica les dades a Wikidata |
|        | Cal Por                   | Collbató         | masia        |                             | 41° 33′ 41″ N, 1° 48′ 34″ E / 41.5614885800913°N,1.80943109460085°E                                          |                                            |                     | Modifica les dades a Wikidata |
|        | Cal Ramonet de les Postes | Collbató         | masia        | 1833                        | 41° 33′ 40″ N, 1° 48′ 48″ E / 41.561006304771°N,1.81331347269171°E ca:Font del Còdol                         |                                            |                     | Modifica les dades a Wikidata |
|        | Can Capella               | Collbató         | masia        |                             | 41° 33′ 36″ N, 1° 49′ 46″ E / 41.5599196209202°N,1.82943880143545°E                                          |                                            |                     | Modifica les dades a Wikidata |
|        | Can Dalmases              | Collbató         | masia        |                             | 41° 33′ 55″ N, 1° 48′ 17″ E / 41.5651496594378°N,1.80462660606284°E ca:Carrer Monestir, 24                   |                                            |                     | Modifica les dades a Wikidata |
|        | Can Dolcet                | Collbató         | masia        | 19th century                | 41° 33′ 20″ N, 1° 49′ 25″ E / 41.555546262132°N,1.8237219837792°E ca:Afores, s/n                             |                                            |                     | Modifica les dades a Wikidata |
|        | Can Guineu                | Collbató         | masia        |                             | 41° 33′ 08″ N, 1° 49′ 38″ E / 41.5522416283521°N,1.82728711544492°E ca:Afores, s/n                           |                                            |                     | Modifica les dades a Wikidata |
|        | Can Martí Joan            | Collbató         | masia        |                             | 41° 33′ 16″ N, 1° 49′ 37″ E / 41.5545157338692°N,1.8268263164545°E ca:Afores, s/n                            |                                            |                     | Modifica les dades a Wikidata |
|        | Can Perellong             | Collbató         | masia        | Estil: arquitectura popular | 41° 32′ 58″ N, 1° 49′ 38″ E / 41.549321°N,1.827096°E ca:Afores, s/n                                          | bé integrant del patrimoni cultural català |                     | Modifica les dades a Wikidata |
|        | Can Rafel                 | Collbató         | masia        |                             | 41° 33′ 41″ N, 1° 48′ 45″ E / 41.5613209669352°N,1.81238430074746°E                                          |                                            |                     | Modifica les dades a Wikidata |
|        | Caseta de les Olives      | Collbató         | masia        |                             | 41° 34′ 24″ N, 1° 50′ 54″ E / 41.5732148159084°N,1.84823422064842°E ca:Les Solelles (muntanya de Montserrat) |                                            |                     | Modifica les dades a Wikidata |
|        | Mas la Vinya Nova         | el Bruc Collbató | masia        | Estil: arquitectura popular | 41° 34′ 59″ N, 1° 48′ 32″ E / 41.58303°N,1.80889°E ca:Sud-est del terme                                      | bé cultural d'interès local                | La Vinya Nova       | Modifica les dades a Wikidata |
|        | el Capítol                | Collbató         | masia        |                             | 41° 34′ 56″ N, 1° 50′ 24″ E / 41.5823464057938°N,1.84001043436049°E                                          |                                            |                     | Modifica les dades a Wikidata |
|        | la Fumada                 | Collbató         | masia        |                             | 41° 33′ 47″ N, 1° 49′ 33″ E / 41.5631060412697°N,1.8256995200485°E                                           |                                            |                     | Modifica les dades a Wikidata |

## monument
| imatge | Nom                             | Ubicat a | instància de | Detalls                                                                                      | coordenades | Protecció                                  | Commons (més fotos)             | Dades a WD                    |
| ------ | ------------------------------- | -------- | ------------ | -------------------------------------------------------------------------------------------- | --- | ------------------------------------------ | ------------------------------- | ----------------------------- |
|        | Cinquè misteri de Dolor         | Collbató | monument     | Creador: Josep Llimona i Bruguera Josep Puig i Cadafalch Estil: arquitectura modernista 1896 | 41° 35′ 27″ N, 1° 50′ 33″ E / 41.590833333333°N,1.8425°E ca:Camí del Rosari Monumental (muntanya de Montserrat) | bé integrant del patrimoni cultural català | Monumental Rosary of Montserrat | Modifica les dades a Wikidata |
|        | Rosari Monumental de Montserrat | Collbató | monument     | Arquitecte: Enric Sagnier i Villavecchia Estil: arquitectura modernista noucentisme          | 41° 35′ 28″ N, 1° 50′ 26″ E / 41.5912°N,1.84059°E ca:Camí de la Santa Cova (muntanya de Montserrat)             | bé integrant del patrimoni cultural català | Monumental Rosary of Montserrat | Modifica les dades a Wikidata |

## muntanya
| imatge | Nom                        | Ubicat a                          | instància de | Detalls | coordenades | Protecció | Commons (més fotos)           | Dades a WD                    |
| ------ | -------------------------- | --------------------------------- | ------------ | ------- | --- | --------- | ----------------------------- | ----------------------------- |
|        | Gorra Frígia               | Collbató                          | muntanya     |         | 41° 35′ 24″ N, 1° 49′ 33″ E / 41.59°N,1.82596389°E 1152.2 msnm                                                 |           | Gorra Frígia (Montserrat)     | Modifica les dades a Wikidata |
|        | Miranda de Santa Magdalena | Collbató                          | muntanya     |         | 41° 35′ 18″ N, 1° 49′ 35″ E / 41.5884059331°N,1.82647684649°E 1132 msnm                                        |           |                               | Modifica les dades a Wikidata |
|        | Roc del Corb               | Collbató                          | muntanya     |         | 41° 33′ 59″ N, 1° 50′ 09″ E / 41.5665°N,1.83587°E 41° 33′ 59″ N, 1° 50′ 09″ E / 41.5665°N,1.83586°E 436.4 msnm |           |                               | Modifica les dades a Wikidata |
|        | Turó de Can Dolcet         | els Hostalets de Pierola Collbató | muntanya     |         | 41° 33′ 19″ N, 1° 48′ 57″ E / 41.555408°N,1.815801°E 416 msnm                                                  |           | Turó de Can Dolcet            | Modifica les dades a Wikidata |
|        | el Trencabarrals           | Collbató                          | muntanya     |         | 41° 35′ 28″ N, 1° 49′ 39″ E / 41.59114722°N,1.82743056°E 1016 msnm                                             |           | El Trencabarrals (Montserrat) | Modifica les dades a Wikidata |
|        | els Pollegons              | Collbató                          | muntanya     |         | 41° 35′ 28″ N, 1° 49′ 08″ E / 41.591°N,1.819°E                                                                 |           |                               | Modifica les dades a Wikidata |
|        | l'Albarda Castellana       | Collbató                          | muntanya     |         | 41° 36′ 04″ N, 1° 48′ 48″ E / 41.60102°N,1.813379°E 1178 msnm                                                  |           | L'Albarda Castellana          | Modifica les dades a Wikidata |

## nucli de població
| imatge | Nom             | Ubicat a | instància de      | Detalls | coordenades                                                       | Protecció | Commons (més fotos) | Dades a WD                    |
| ------ | --------------- | -------- | ----------------- | ------- | ----------------------------------------------------------------- | --------- | ------------------- | ----------------------------- |
|        | Bosc del Misser | Collbató | nucli de població |         | 41° 34′ 09″ N, 1° 48′ 51″ E / 41.56908°N,1.81416°E                |           |                     | Modifica les dades a Wikidata |
|        | l'Oller         | Collbató | nucli de població |         | 41° 34′ 31″ N, 1° 48′ 32″ E / 41.575209863777°N,1.8089714156614°E |           |                     | Modifica les dades a Wikidata |

## obra escultòrica
| imatge | Nom                      | Ubicat a | instància de     | Detalls | coordenades | Protecció                                  | Commons (més fotos)             | Dades a WD                    |
| ------ | ------------------------ | -------- | ---------------- | --- | --- | ------------------------------------------ | ------------------------------- | ----------------------------- |
|        | Crist a la Creu          | Collbató | obra escultòrica | Creador: Josep Llimona i Bruguera Estil: modernisme 1896                                                           | Rosari Monumental de Montserrat                                                                                          |                                            |                                 | Modifica les dades a Wikidata |
|        | Crist ressuscitat        | Collbató | obra escultòrica | Creador: Josep Llimona i Bruguera Estil: modernisme 1914                                                           | Rosari Monumental de Montserrat                                                                                          |                                            |                                 | Modifica les dades a Wikidata |
|        | Primer Misteri de Glòria | Collbató | obra escultòrica | Creador: Antoni Gaudí i Cornet Josep Llimona i Bruguera Dionís Renart i Garcia Estil: arquitectura modernista 1916 | 41° 35′ 24″ N, 1° 50′ 33″ E / 41.59°N,1.8425°E ca:Camí del Rosari Monumental (muntanya de Montserrat)                    | bé integrant del patrimoni cultural català | Monumental Rosary of Montserrat | Modifica les dades a Wikidata |
|        | Segon Misteri de Glòria  | Collbató | obra escultòrica | Creador: Bonaventura Bassegoda i Amigó Josep Reynés i Gurguí Estil: arquitectura modernista 1903                   | 41° 35′ 23″ N, 1° 50′ 33″ E / 41.589722222222°N,1.8425°E ca:Camí del Rosari Monumental (muntanya de Montserrat)          | bé integrant del patrimoni cultural català | Monumental Rosary of Montserrat | Modifica les dades a Wikidata |
|        | Tercer misteri de Goig   | Collbató | obra escultòrica | Creador: Josep Llimona i Bruguera Josep Puig i Cadafalch Estil: arquitectura modernista historicisme 1901          | 41° 35′ 32″ N, 1° 50′ 23″ E / 41.592222222222°N,1.8397222222222°E ca:Camí del Rosari Monumental (muntanya de Montserrat) | bé integrant del patrimoni cultural català | Monumental Rosary of Montserrat | Modifica les dades a Wikidata |
|        | Àngel                    | Collbató | obra escultòrica | Creador: Josep Llimona i Bruguera Estil: modernisme 1914                                                           | Rosari Monumental de Montserrat                                                                                          |                                            |                                 | Modifica les dades a Wikidata |

## sender
| imatge | Nom                                         | Ubicat a | instància de | Detalls | coordenades | Protecció | Commons (més fotos) | Dades a WD                    |
| ------ | ------------------------------------------- | -------- | ------------ | ------- | ----------- | --------- | ------------------- | ----------------------------- |
|        | Camí de l'Aigua i la Pedra Seca             | Collbató | sender       |         |             |           |                     | Modifica les dades a Wikidata |
|        | Camí de les Feixades                        | Collbató | sender       |         |             |           |                     | Modifica les dades a Wikidata |
|        | Camí rural de la Vinya Nova i l'Alzina Gran | Collbató | sender       |         |             |           |                     | Modifica les dades a Wikidata |

## serra
| imatge | Nom                     | Ubicat a                          | instància de | Detalls | coordenades                                                          | Protecció | Commons (més fotos) | Dades a WD                    |
| ------ | ----------------------- | --------------------------------- | ------------ | ------- | -------------------------------------------------------------------- | --------- | ------------------- | ----------------------------- |
|        | Cap de les Canals       | Collbató                          | serra        |         | 41° 34′ 48″ N, 1° 50′ 58″ E / 41.58°N,1.84944°E 635.1 msnm           |           |                     | Modifica les dades a Wikidata |
|        | Serra Allà              | Collbató els Hostalets de Pierola | serra        |         | 41° 32′ 57″ N, 1° 49′ 09″ E / 41.5491°N,1.81917°E 339.9 msnm         |           |                     | Modifica les dades a Wikidata |
|        | Serra Llarga (Collbató) | Collbató                          | serra        |         | 41° 35′ 11″ N, 1° 50′ 08″ E / 41.58641667°N,1.83561111°E 1001.3 msnm |           |                     | Modifica les dades a Wikidata |
|        | Serra de Can Rogent     | Collbató Esparreguera             | serra        |         | 41° 33′ 58″ N, 1° 50′ 19″ E / 41.56613611°N,1.83857778°E 436.4 msnm  |           |                     | Modifica les dades a Wikidata |
|        | serra de Can Dolcet     | Collbató els Hostalets de Pierola | serra        |         | 41° 33′ 24″ N, 1° 48′ 18″ E / 41.5566°N,1.80503°E 425.7 msnm         |           |                     | Modifica les dades a Wikidata |
|        | serra de Can Perellong  | Collbató                          | serra        |         | 41° 32′ 57″ N, 1° 49′ 05″ E / 41.54919444°N,1.81811111°E 374.5 msnm  |           |                     | Modifica les dades a Wikidata |
|        | serra de Sant Joan      | Collbató                          | serra        |         | 41° 35′ 00″ N, 1° 49′ 50″ E / 41.58341667°N,1.83052778°E 1005.5 msnm |           |                     | Modifica les dades a Wikidata |
|        | serra del Penitent      | Collbató                          | serra        |         | 41° 34′ 47″ N, 1° 49′ 37″ E / 41.5797°N,1.82683°E 284.7 msnm         |           |                     | Modifica les dades a Wikidata |
|        | serrat dels Pollegons   | Collbató                          | serra        |         | 41° 35′ 14″ N, 1° 48′ 58″ E / 41.58722222°N,1.81616667°E 950.3 msnm  |           |                     | Modifica les dades a Wikidata |

## Misc
| imatge | Nom                                       | Ubicat a | instància de                       | Detalls                                                   | coordenades                                                                                                 | Protecció                                            | Commons (més fotos)                    | Dades a WD                    |
| ------ | ----------------------------------------- | --- | ---------------------------------- | --------------------------------------------------------- | --- | ---------------------------------------------------- | -------------------------------------- | ----------------------------- |
|        | Arc d'en Bros                             | Collbató | porta de ciutat                    |                                                           | 41° 34′ 09″ N, 1° 49′ 47″ E / 41.5692165613091°N,1.82959480854654°E ca:Amadeu Vives, 50-52                  |                                                      |                                        | Modifica les dades a Wikidata |
|        | Capella de la Soledat                     | Collbató | capella                            |                                                           | |                                                      | Capella de la Soledat                  | Modifica les dades a Wikidata |
|        | Cubeta d'Abrera                           | Collbató | aqüífer                            | 1988                                                      | 41° 34′ 50″ N, 1° 51′ 36″ E / 41.58043°N,1.86005°E ca:Vall del Llobregat                                    |                                                      |                                        | Modifica les dades a Wikidata |
|        | Dolcet                                    | Collbató | vèrtex geodèsic                    | Alt: 1.2m                                                 | 41° 33′ 19″ N, 1° 48′ 57″ E / 41.555246°N,1.815899°E 418.705 msnm                                           |                                                      |                                        | Modifica les dades a Wikidata |
|        | Ermita de Sant Joan                       | Collbató | ermita                             | Estil: historicisme arquitectònic 1899                    | 41° 35′ 13″ N, 1° 49′ 40″ E / 41.58695°N,1.82774°E ca:Sant Joan (muntanya de Montserrat)                    | bé integrant del patrimoni cultural català           |                                        | Modifica les dades a Wikidata |
|        | Jardí de Can Rogent                       | Collbató | jardí històric                     |                                                           | 41° 34′ 08″ N, 1° 49′ 44″ E / 41.568966°N,1.828821°E                                                        | bé cultural d'interès local                          |                                        | Modifica les dades a Wikidata |
|        | Llobregat                                 | Catalunya província de Barcelona Catalunya Central Àmbit Metropolità de Barcelona                              | riu                                | Desemboca: mar Mediterrània Llarg: 175km Conca: 4948.3km² | 42° 16′ 57″ N, 2° 00′ 46″ E / 42.282412°N,2.012826°E 41° 18′ 08″ N, 2° 07′ 55″ E / 41.302248°N,2.131948°E   |                                                      | Llobregat                              | Modifica les dades a Wikidata |
|        | Molí d'oli                                | Collbató | molí Ús: trull                     | Estil: arquitectura popular                               | 41° 34′ 15″ N, 1° 49′ 40″ E / 41.5707°N,1.82785°E                                                           | bé cultural d'interès local                          | Molí d'oli (Collbató)                  | Modifica les dades a Wikidata |
|        | Parc Natural de la Muntanya de Montserrat | el Bruc Collbató Monistrol de Montserrat Marganell Anoia Bages Baix Llobregat província de Barcelona Catalunya | àrea protegida                     |                                                           | 41° 35′ 52″ N, 1° 48′ 53″ E / 41.597665°N,1.814705°E                                                        |                                                      | Montserrat Natural Park                | Modifica les dades a Wikidata |
|        | Pas del Trencabarrals                     | Collbató | port de muntanya                   |                                                           | 41° 35′ 28″ N, 1° 49′ 38″ E / 41.591179°N,1.827313°E Montserrat                                             |                                                      |                                        | Modifica les dades a Wikidata |
|        | Placa homenatge a Amadeu Vives            | Collbató | mobiliari urbà placa commemorativa | 1914                                                      | 41° 34′ 12″ N, 1° 49′ 43″ E / 41.57003°N,1.8286°E ca:Amadeu Vives, 5                                        |                                                      |                                        | Modifica les dades a Wikidata |
|        | Pont de l'Aeri                            | Collbató | pont                               | Travessa: Llobregat                                       | 41° 35′ 27″ N, 1° 51′ 07″ E / 41.5909699174385°N,1.85204591875362°E                                         |                                                      |                                        | Modifica les dades a Wikidata |
|        | Torre del Telègraf de Can Dolcet          | Collbató | torre de telegrafia òptica         | 19th century                                              | 41° 33′ 23″ N, 1° 49′ 00″ E / 41.556355°N,1.816536°E ca:Al vessant nord-est del Turó de Can Dolcet 400 msnm | bé cultural d'interès local                          | Torre del Telègraf de Can Dolcet       | Modifica les dades a Wikidata |
|        | abeurador de Cal Xabret                   | Collbató | abeurador                          | 20th century                                              | 41° 33′ 54″ N, 1° 49′ 52″ E / 41.56508°N,1.83117°E ca:Carretera B-112/carrer Nou, 35                        |                                                      |                                        | Modifica les dades a Wikidata |
|        | casa d'Amadeu Vives                       | Collbató | edifici residencial                |                                                           | 41° 34′ 13″ N, 1° 49′ 43″ E / 41.57016372680664°N,1.8285579681396484°E ca:Amadeu Vives, 5                   |                                                      |                                        | Modifica les dades a Wikidata |
|        | casa de la Vila                           | Collbató | casa consistorial                  | Estil: arquitectura eclèctica 19th century                | 41° 34′ 02″ N, 1° 49′ 46″ E / 41.567309°N,1.829472°E ca:C. Bonavista, 2 - c. Amadeu Vives 367 msnm          | bé cultural d'interès local                          | Casa de la Vila - Can Nolla (Collbató) | Modifica les dades a Wikidata |
|        | castell de Collbató                       | Collbató | castell                            | Estil: arquitectura romànica                              | 41° 34′ 10″ N, 1° 49′ 48″ E / 41.56943056°N,1.83011111°E ca:Camí del Castell 420 msnm                       | bé d'interès cultural bé cultural d'interès nacional | Castell de Collbató                    | Modifica les dades a Wikidata |
|        | conjunt del carrer Amadeu Vives           | Collbató | carrer                             | Estil: arquitectura popular                               | 41° 34′ 12″ N, 1° 49′ 43″ E / 41.569978°N,1.828663°E ca:Nucli històric de Collbató                          | bé cultural d'interès local                          | Conjunt del carrer Amadeu Vives        | Modifica les dades a Wikidata |
|        | escala de pedra de les Obagues            | Collbató | escala                             |                                                           | 41° 33′ 58″ N, 1° 50′ 15″ E / 41.56608°N,1.8375°E ca:Carena de les Obagues                                  |                                                      |                                        | Modifica les dades a Wikidata |
|        | geotop de les Coves                       | Collbató | geòtop                             |                                                           | 41° 34′ 25″ N, 1° 50′ 06″ E / 41.57358°N,1.83491°E ca:Vessant sud de la muntanya de Montserrat              |                                                      |                                        | Modifica les dades a Wikidata |
|        | la Fita                                   | Collbató | fita                               |                                                           | 41° 34′ 57″ N, 1° 50′ 46″ E / 41.5823720630982°N,1.84614008847287°E                                         |                                                      |                                        | Modifica les dades a Wikidata |
|        | olivera vera o Olea europea rostrata      | Collbató | arbre singular                     |                                                           | 41° 33′ 47″ N, 1° 49′ 59″ E / 41.56317°N,1.83309°E ca:Collbató                                              |                                                      |                                        | Modifica les dades a Wikidata |
|        | pou de Can Migrat                         | Collbató | pou                                | Estil: arquitectura popular 19th century                  | 41° 33′ 57″ N, 1° 48′ 36″ E / 41.565844°N,1.809971°E ca:Av. de Montserrat - c. Migrat 371 msnm              | bé cultural d'interès local                          | Pou de Can Migrat                      | Modifica les dades a Wikidata |